# Cicindela cursitans
Cicindela cursitans este o specie de insecte coleoptere descrisă de Leconte în anul 1860. Cicindela cursitans face parte din genul Cicindela, familia Carabidae. Această specie nu are alte subspecii cunoscute.